# Stolotermes ruficeps
Stolotermes ruficeps är en termitart som beskrevs av Brauer 1865. Stolotermes ruficeps ingår i släktet Stolotermes och familjen Termopsidae. Inga underarter finns listade i Catalogue of Life.